# 長戸勇人
長戸 勇人（ながと はやと、1965年7月29日 - ）は、日本のクイズ作家。京都府京都市出身。

## 人物
生家は西陣織の工場・帯屋。京都府立嵯峨野高等学校卒業、立命館大学文学部地理学科中退。血液型A型。立命館大学クイズソサエティー（RUQS）5代目会長。14歳からクイズを始め、浪人時代の1984年11月にRUQS初代会長・稲川良夫と出会う。稲川に誘われた立命館大学入学直後のRUQS新入会員説明会におけるテストマッチで、稲川・同期入会の瀬間康仁（のち第12回アメリカ横断ウルトラクイズ優勝者）を一蹴、長戸の活躍は「RUQS革命」と称され学生クイズプレーヤーとして頭角を現す。1988年、第6回「学生クイズ王決定戦"Man of the Year″」優勝。RUQS会長としては「楽しむために強くなる」というサークルの方向性を決定づける。
1989年に『第13回アメリカ横断ウルトラクイズ』（日本テレビ）で優勝し、翌年の1990年から1991年にかけて著書『クイズは創造力』シリーズを情報センター出版局から出版した。2005年に『有限会社セブンワンダーズ』を設立し、クイズ作家として活動している。2015年3月25日には、長戸が書き下ろした1万問を超えるクイズを収録したiPhoneアプリ「長戸勇人のクイズ道場」が配信を開始した。
宮崎美子のファンであることを公言し、1987年12月11日のRUQS例会では出題者として全問、宮崎に関する問題を作成した。

## 参加クイズ番組による戦歴
- 『アップダウンクイズ』（毎日放送）「新高校生大会」10問正解・ハワイ旅行獲得（1981年4月放送）[13]
- 『パネルクイズ アタック25』（朝日放送）優勝[14]
- 『パネルクイズ アタック25』（朝日放送）「700回記念・大学対抗100人の大サバイバル」団体優勝（立命館大学クイズソサエティ、1989年1月22日放送）[13]
- 『クイズMr.ロンリー』（毎日放送）優勝（1985年11月、12月の2回）[15]
- 『エンドレスナイト ウルトラ風クイズ』（関西テレビ）準優勝（1987年4月）、3位（1988年3月）[16]
- 『あっちこっちマッチ』（朝日放送）稲川良夫とのペアで優勝（1988年10月）[17]
- 『史上最大!第13回アメリカ横断ウルトラクイズ』（日本テレビ）優勝[13]
- 『クイズMr.ロンリー2』（毎日放送）優勝（1991年4月）[15]
- 『うぉんてっど! いてまえクイズ王』（朝日放送）通算4勝（1992年10月~1993年4月）[18]

## 過去のレギュラー番組
- 「あさやん!」（毎日放送　クイズ王の肩書でレギュラー出演）

## 著書
単著
- 長戸勇人『クイズは創造力 ウルトラクイズの「傾向と対策」を学問する 理論篇』情報センター出版局、1990年9月。ISBN 978-4-7958-1291-8。
- 長戸勇人『クイズは創造力 問題集篇』情報センター出版局、1990年11月。ISBN 978-4-7958-1331-1。
- 長戸勇人『クイズは創造力 応用篇』情報センター出版局、1991年10月。ISBN 978-4-7958-1411-0。

共著
- 長戸勇人、仲野隆也『つい誰かに出したくなる○×クイズ777問』ごま書房、2006年5月。ISBN 978-4-341-08320-5。